# فرودگاه لمپانگ
فرودگاه لمپانگ  (به انگلیسی: Lampang Airport) یک فرودگاه همگانی با کد یاتا LPT است که یک باند فرود آسفالت دارد و طول باند آن ۱۹۷۱ متر است. این فرودگاه در شهر لمپانگ کشور تایلند قرار دارد و در ارتفاع ۲۴۷ متری از سطح دریا واقع شده است.

## شرکت‌های هواپیمایی و مقصدهای پروازی
| شرکت‌های هواپیمایی | مقصدهای پروازی | Terminal |
| ----------------- | -------------- | -------- |
| بانکوک ایرویز     | سووارنابومی    | Domestic |
| Nok Air           | دن موئنگ       | Domestic |